# 歸仁南里
歸仁南里，是台灣南部自清治時期至日治初期的一個行政區劃，其範圍即今台南市的歸仁區中部偏西。
歸仁北里北邊為保西里，東邊為歸仁北里，南邊為永豐里、仁德南里，西邊為仁德北里。

## 管轄街庄
歸仁北里共轄1個庄：
- 今歸仁區境內：歸仁南庄